# Gustaf Stålbom
Gustaf Stålbom (eller Ståhlbom), född omkring 1670, död 1737 (68 år och 20 veckor gammal) i Trosa stadsförsamling, var en svensk länsman och från cirka 1718 borgmästare i Trosa stad. 
Stålbom var borgmästare vid "rysshärjningarna" 1719, då Trosa brändes, och han har ofta uppmärksammats för sin berömvärda insats för traktens försvar.
Fastigheten Sandbrink i Trosa kom i Gustav Stålboms ägo från kronan år 1705. Han sålde det 1720 till Magnus Julius De la Gardie.
Han efterträddes som borgmästare av Jacob Stålbom, troligen hans son.